# Ernest Cassel
Ernest Cassel (Colônia, 1852 — 1921) foi um banqueiro, comerciante e capitalista britânico.

## Biografia
Era filho de Jacob Cassel, proprietário de um pequeno banco. Ele chegou sem vintém em Liverpool, Inglaterra e arranjou um emprego numa firma que comercializava cereais. Com uma enorme capacidade de trabalho e senso natural para negócios, Ernest logo estava em Paris, França, trabalhando para um banco. Contudo, a Guerra Franco-Prussiana (1870-1871) forçou-o se mudar e trabalhar em um banco londrino. 
Cassel prosperou e logo pôs seus próprios planos financeiros em ação, investindo em áreas de seu interesse, tais como mineração, infra-estrutura e indústria pesada. Turquia foi uma breve área de especulação de negócios, porém ele tinha mais interesses na Suécia, nos Estados Unidos, na América do Sul, na África do Sul e no Egito.
Como um dos homens mais ricos de seu tempo, Cassel era um bom amigo do Rei Edward VII, assim como do primeiro-ministro Herbert Asquith e de Winston Churchill, então jovem. Ele tornou-se um romano católico por injunção de sua esposa Annette, mas sempre declarou-se judeu.
Cassel tinha uma famosa coleção de arte e de belas casas. Ele treinou e criou cavalos de corrida e comprou Moulton Paddocks, em Newmarket. Ernest teve uma única filha, Maude Cassel (1879-1911), que morreu jovem, mas ele passou a cuidar de suas duas netas, pelas quais era louco, especialmente por Edwina (que tomou conta dele quando estava velho). Ela mais tarde veio a se casar com Lord Mountbatten.
Ao morrer, o patrimônio de Cassel era estimado em seis milhões de libras esterlinas.